# Municipio de Chandler (condado de Charlevoix)
El municipio de Chandler (en inglés: Chandler Township) es un municipio ubicado en el condado de Charlevoix en el estado estadounidense de Míchigan. En el año 2010 tenía una población de 248 habitantes y una densidad poblacional de 2,69 personas por km².

## Geografía
El municipio de Chandler se encuentra ubicado en las coordenadas 45°14′43″N 84°46′48″O / 45.24528, -84.78000. Según la Oficina del Censo de los Estados Unidos, el municipio tiene una superficie total de 92.25 km², de la cual 92,21 km² corresponden a tierra firme y (0,04 %) 0,04 km² es agua.

## Demografía
Según el censo de 2010, había 248 personas residiendo en el municipio de Chandler. La densidad de población era de 2,69 hab./km². De los 248 habitantes, el municipio de Chandler estaba compuesto por el 94,35 % blancos, el 0,4 % eran amerindios, el 0,4 % eran asiáticos, el 2,82 % eran de otras razas y el 2,02 % eran de una mezcla de razas. Del total de la población el 2,82 % eran hispanos o latinos de cualquier raza.